# Duurzaam Solidair
Duurzaam en Solidair (DUS!) is een kiesvereniging in de Nederlandse gemeente Uithoorn.
De partij is een samenwerkingsverband van GroenLinks en D66. Het samenwerkingsverband bestaat sinds juni 2009. De combinatie haalde vier zetels bij de gemeenteraadsverkiezingen van 2010. Twee meer dan GroenLinks alleen haalde bij de gemeenteraadsverkiezingen van 2006. 